# Partnachplatz (metropolitana di Monaco di Baviera)
Partnachplatz è una stazione di metropolitana di Monaco di Baviera inaugurata il 16 aprile 1983.
È servita dalla linea U6, ed ha due binari.